# Touriga nacional
Touriga Nacional é uma casta de uva tinta da família da espécie Vitis vinifera originária de Portugal.
Entre as tintas é a casta mais nobre de Portugal. É a rainha das uvas portuguesas e que pelas suas qualidades para a vinificação, começa a ocupar cada vez mais espaço nas produções europeias, australianas e californianas. Em Portugal, é plantada desde o Douro até ao Alentejo, mas é na Região Demarcada do Dão que se revela em toda a sua plenitude.
O cacho, pequeno e alongado, possui bagos diminutos, arredondados, de tamanho não uniforme, com a epiderme negra-azul revestida de forte pruína; a polpa é rija, não corada, suculenta e de sabor peculiar.
Apresenta uma maturação média e a produção pode ser algo heterogénea. Normalmente apresenta volumes algo inferiores aos da casta Aragonez e bastante inferiores às castas Jaen e Alfrocheiro, sendo estas as três castas normalmente associadas à produção de vinhos multivarietais.
Quando usada numa percentagem conveniente, obtêm-se vinhos com bom teor alcoólico, com aromas intensos de elevada complexidade, especialmente a violeta, encorpados, com taninos nobres e susceptíveis de longo envelhecimento. Casa particularmente bem com pequenas quantidades de Alfrocheiro para obter um bouquet ainda mais fino e uma longevidade superior.